# (2525) O’Steen
(2525) O’Steen (1981 VG) – planetoida z pasa głównego asteroid okrążająca Słońce w ciągu 5,57 lat w średniej odległości 3,14 j.a. Odkryta 2 listopada 1981 roku.